# Irene Siragusa
Irene Siragusa (ur. 23 czerwca 1993) – włoska lekkoatletka specjalizująca się w biegach sprinterskich.
W 2011 wraz z koleżankami zdobyła wicemistrzostwo Europy juniorek w biegu rozstawnym 4 × 100 metrów, a indywidualnie odpadała w eliminacjach biegu na 200 metrów. W 2013 startowała na młodzieżowych mistrzostwach Europy w Tampere, na których zdobyła brąz w sztafecie 4 × 100 metrów, a indywidualnie była siódma na dystansie 100 metrów. Dwukrotna medalistka uniwersjady z Tajpej (2017). Reprezentantka Włoch w meczach międzypaństwowych i mistrzostw Europy (2016), złota medalistka mistrzostw kraju.
Będąca na czwartej zmianie w sztafecie 4 × 100 metrów, w 2019 roku wynikiem 42,90 ustanowiła rekord kraju w tej konkurencji.
Rekordy życiowe: bieg na 60 metrów (hala) – 7,30 (25 stycznia 2020, Ankona); bieg na 100 metrów – 11,21 (17 czerwca 2018, Orvieto); bieg na 200 metrów – 22,96 (26 sierpnia 2017, Tajpej) / 22,77w (23 czerwca 2024, Guadalajara).